# Обухов, Владимир Михайлович
Влади́мир Миха́йлович Обухов (1873, Новочеркасск — 1945, Москва), статистик, инженер, революционер, педагог, государственный и партийный деятель.

## Биография
В. М. Обухов родился в семье врача Михаила Александровича Обухова — известного хирурга, специалиста в области лечения черепно-мозговых травм, в том числе вызванных в результате военных действий. В 1896 окончил Московский университет.

### Революционная деятельность
С 1893 года — член народовольческого студенческого кружка, затем член Группы народовольцев. С 1896 член Петербургского «Союза борьбы за освобождение рабочего класса». Подвергался арестам и ссылкам:
- В 1896 арестован на 1 месяц за хранение нелегальной литературы.
- В 1897 году арестован, заключен в Петропавловскую крепость.
- В 1898 в административном порядке выслан в село Анцыферово Енисейской губернии. Установил связь с руководством местной социал-демократической организации, занимался подпольной революционной работой.

Делегат 3-го съезда РСДРП. Осенью 1904 года по поручению Петербургской организации большевиков объездил Москву, Екатеринослав, Одессу, Киев, Вильно, связывая с партией отдельные элементы как из числа членов партии, так и внепартийные массы.
Участник Революции 1905—1907. После начала Революции выступал с агитацией за созыв Народной думы. В конце июня 1905 года был арестован в Кронштадте на собрании группы матросов и солдат, но поскольку назвался чужой фамилией, то был выпущен под этой чужой фамилией (Ишханов) по октябрьской амнистии.
Сотрудник газеты «Новая жизнь», в 1906 — журнала «Вестник жизни», газеты «Волна» и других большевистских изданий. Участник 4-го съезда РСДРП (1906 год). Делегат 5-го (Лондонского) съезда РСДРП (апрель-май 1907 года).
В 1908 арестован, сослан на 9 месяцев в Туруханский край. В 1909 году за издание книги «Предвидение социалистического будущего» Петербургской судебной палатой осужден к году крепости, но скрылся за границу (в Швейцарии), и тем самым избежал ареста. В 1911 году цензурные ограничения с книги были сняты, поскольку она была признана фантастической, и неопасной.
С 1911 года работал в статистических органах Российской Империи.

### Участие в Великой октябрьской социалистической революции
В. М. Обухов принимал активное участие в подготовке и проведении Октябрьского переворота 1917 года. Являлся специалистом Военно-революционного комитета. В 1918—1922 гг. был членом РВС 5-й и 2-й армии Восточного фронта, членом РВС Востфронта, членом РВС Юговостфронта, членом РВС Южного фронта. С весны 1921 г. занимал должность начальника отдела в Политуправлении Реввоенсовета Республики.

### Работа статистиком в СССР
В 1926—1933 член Коллегии ЦСУ СССР, директор Института экспериментальной статистики и статистической методологии. С 1933 по 1938 руководил группой по углублённому изучению урожайности при Наркомземе СССР. Обухов умело применил статистические методы при изучении проблемы причинной обусловленности урожаев, впервые изучил влияние метеорологических факторов на урожайность по коротким периодам времени и в зональном аспекте, а также первый использовал метод множественной корреляции при изучении урожайности.

## Научные звания
Доктор экономических наук (1936 год).

## Литературные, политические, революционные, научные труды
- «Правительственная гниль», Санкт-Петербург, 1906
- «Три течения в повседневной тактике российской социал-демократии». Женева, 1907
- «Крах меньшевизма». Москва, 1908.
- «Мирное наступление». Москва, 1909.
- «Утопист поневоле». Санкт-Петербург, 1913.
- «Во имя социализма». Петроград, 1917
- «О большевистском подходе к статистическим исследованиям». Москва, 1924.
- «Методы причинной обусловленности урожаев и их применение в колхозно-совхозном строительстве». Москва, 1934.
- «О новых темпах при проведении статистических исследований в области сельского хозяйства». Москва, 1935 год,
- «Социалистические методы статистики в свете указаний товарища Сталина». Москва, 1937 год.
- «Необходимость повышать бдительность и бороться с врагами народа в области статистических наук». Москва, 1937.
- «Об искажениях партийной линии при проведении статистических исследований». Москва, 1938.
- «Гениальным курсом товарища Сталина — вперед, к победе коммунизма!». Москва, 1939.
- «Воспоминания старого бойца». Москва, 1941.
- «Великая победа Великого октября — достояние всего человечества». Москва, 1943.
- «Ленин: человек, мыслитель, ученый, борец». Москва, 1945.
- «Воспоминания о великом чекисте товарище Дзержинском». Москва, 1945.